# Robert Christopher Tytler

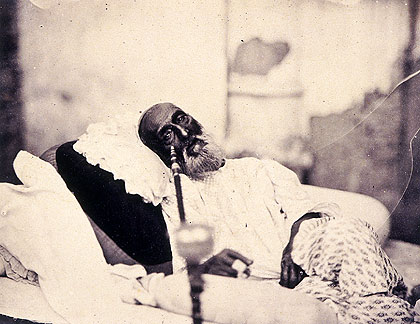
Imperador Abu Zafar Sirajuddin Muhammad Bahadur Xá Zafar (1775-1862) - Nova Délhi
foto de Robert Christopher Tytler e Charles Shepard - 1858

Robert Christopher Tytler (25 de setembro de 1818 - 10 de setembro de 1872) foi um militar , naturalista  e fotógrafo britânico.